# Dennis Utter
Dennis Utter (* 21. Februar 1939 in Wheatland, Wyoming; † 27. Dezember 2011 in Hastings, Nebraska) war ein US-amerikanischer Politiker (Republikanische Partei).

## Leben
Utter wuchs auf einer Farm nahe Wheatland auf. Er studierte Landwirtschaft an der University of Wyoming und erhielt dort einen Master in Agrarökonomie. Danach arbeitete er als Bankangestellter in McCook. Während er in McCook lebte, gehörte er dem City Council an und bekleidete das Amt des Bürgermeisters. 1978 zogen er und seine Familie nach Kenesaw, wo er erst Präsident und später Vorsitzender der Adams County Bank wurde. 2001 ging er in den Ruhestand und zog nach Hastings. 
Im Jahr 2008 wurde Utter in die Nebraska Legislature gewählt und gehörte dieser von 2009 bis zu seinem Tod an. Er war Mitglied im Banking, Commerce and Insurance Committee und war stellvertretender Vorsitzender des Revenue Committee.
Utter war verheiratet und hatte drei Kinder, zwei Söhne und eine Tochter. Er starb am 27. Dezember 2011 im Alter von 72 Jahren an einer Lungenkrankheit.